# Protosuchus
Protosuchus (лат., от др.-греч. protos — первый, и др.-греч. souchos — крокодил) — род вымерших плотоядных крокодиломорф из семейства Protosuchidae, обитавших во времена раннеюрской эпохи. Название Protosuchus означает «первый крокодил» — род относится к числу самых ранних животных, напоминающих крокодилов.

## Описание
Protosuchus был приблизительно 1 метр в длину и около 40 кг весом.
Как у раннего родственника крокодилов, его череп отличался более крокодиловыми характеристиками, чем у более ранних форм; у него были короткие челюсти, которые расширялись у основания черепа, создавая большую поверхность, к которой могли прикрепляться мышцы челюсти. Это увеличило максимальный зазор рта животного и силу, с которой челюсти могли быть закрыты.
Зубная формула животного также напоминает современных крокодилов, в том числе зубы в нижней челюсти, которые вставлялись в выемки с обеих сторон верхней челюсти, когда рот был закрыт.
Тело было покрыто и укреплено чешуей, а вдоль спины шел двойной ряд костных пластин. Это была необычная четвероногая рептилия, чьи ноги были столбчатыми, задние ноги были длиннее передних. Его пять пальцев были когтистыми, и считается, что они были хорошими бегунами и хорошими пловцами.

## Классификация
По данным сайта Paleobiology Database, на октябрь 2019 года в род включают 3 вымерших вида, ископаемые остатки которых найдены на территориях:
- Protosuchus richardsoni (Brown, 1933)typus [syn. Archaeosuchus richardsoni Brown, 1933] — Аризона (США)
- Protosuchus haughtoni (Whetstone & Whybrow, 1983) [syn. Baroqueosuchus haughtoni Whetstone & Whybrow, 1983, Lesothosuchus charigi Whetstone & Whybrow] — Лесото и ЮАР
- Protosuchus micmac Sues et al., 1996 — Новая Шотландия (Канада)[3]

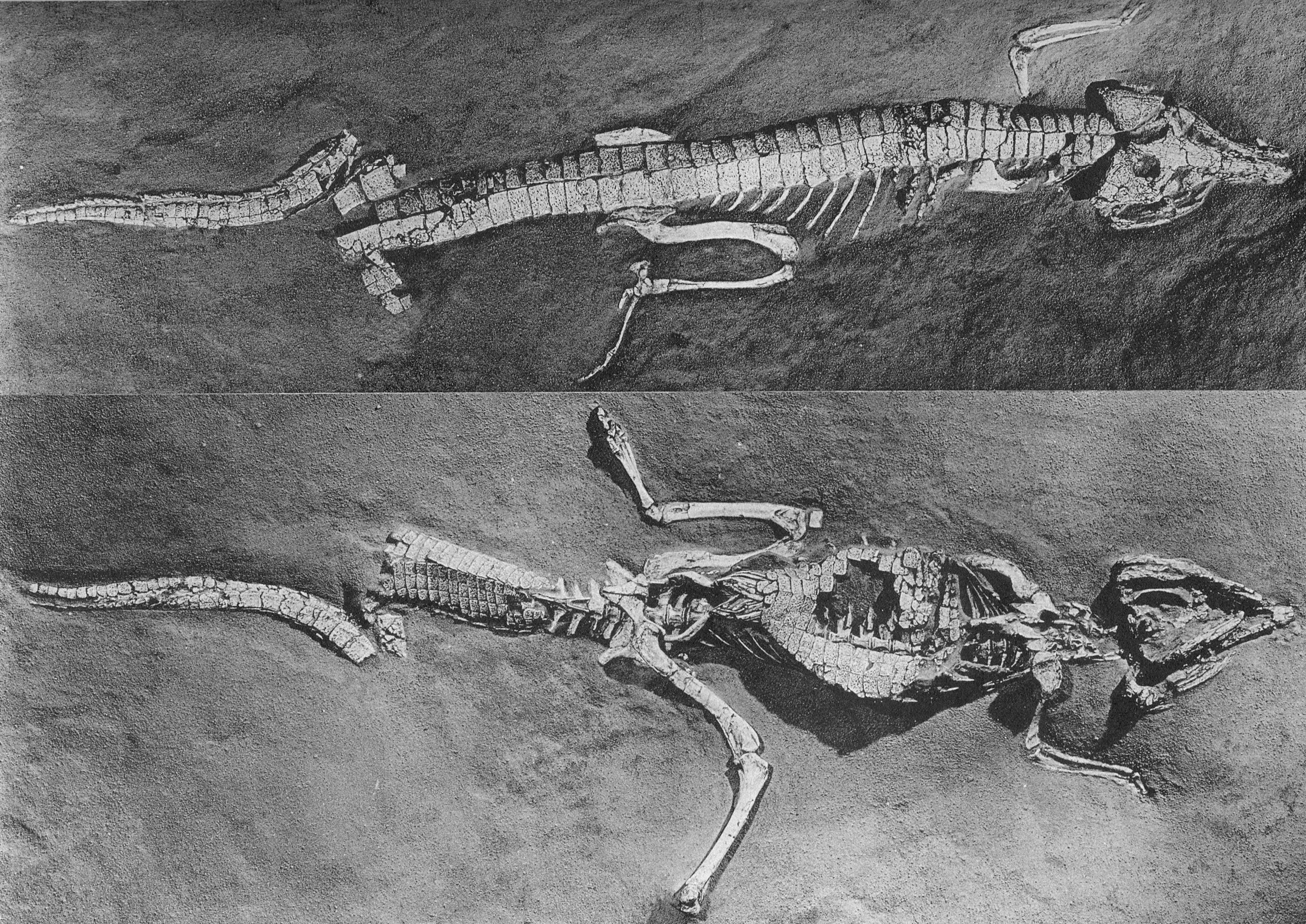
Protosuchus richardsoni (голотип AMNH 3024)
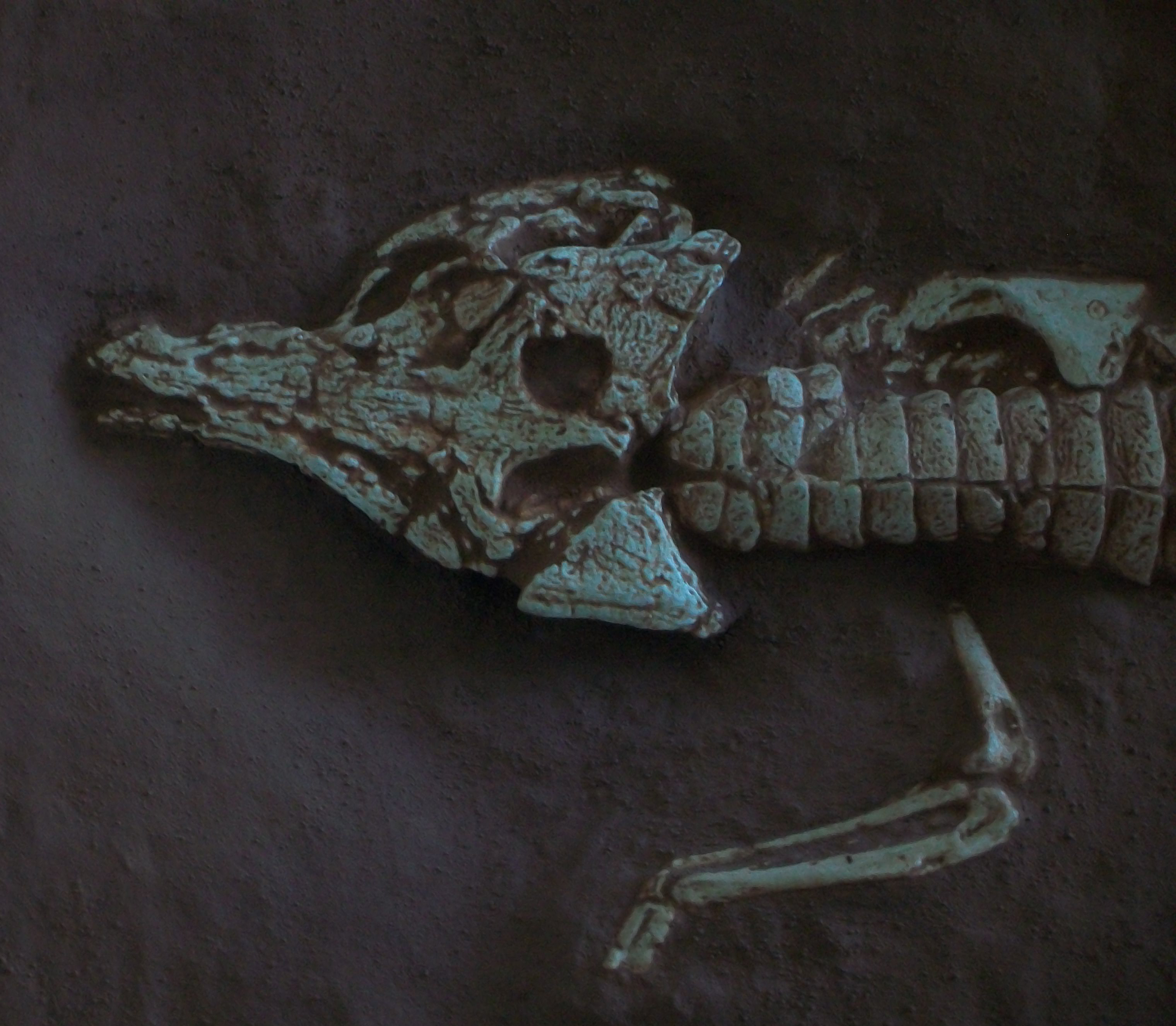
Череп Protosuchus richardsoni (голотип AMNH 3024)